# Yonaguni-monument

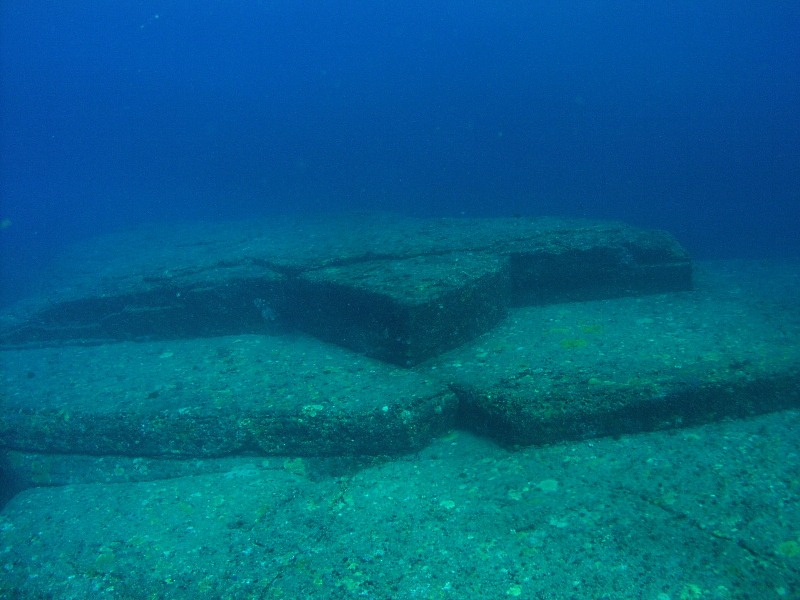
Formatie met de naam "de schildpad"

Trapvormige formatie

Het Yonaguni-monument is een complex van rotsformaties, ook wel de onderwaterpiramide genaamd die onder het wateroppervlak liggen in zee in het uiterste zuidwesten van Japan, in de buurt van het eiland Yonaguni in de Oost-
Chinese Zee, iets meer dan 100 km van Taiwan. Over de oorsprong van deze formatie bestaat geen eensgezindheid onder geologen en archeologen. Het gebied is ongeveer 5 km² groot en ligt sinds het begin van het Holoceen (het einde van de laatste IJstijd), ongeveer 8000 jaar geleden, onder zeewater. De formatie is ongeveer 200 meter lang en 150 meter breed en ligt op een diepte van 5 tot 30 meter. Omdat de formatie betrekkelijk nauwkeurige verhoudingen en gladde randen hebben, is het onduidelijk of zij door natuurlijke, geologische processen werden gevormd, of dat het structuren zijn die door de mens zijn gebouwd.

## Een wetenschappelijke controverse
In 1985 ontdekte de Japanse duiker Kihachiro Aratake, terwijl hij op zoek was naar voor duiktoerisme interessante plaatsen, deze formatie. Omdat de formatie zeer regelmatige vormen had, geloofde hij dat dit een door mensenhanden gemaakte structuur betrof.
Later werd de plek onderzocht door onder anderen de Duitse geoloog Wolf Wichmann. Volgens hem betreft het een door erosie gevormd platform dat in de brandingszone ontstond en later, door zeespiegelstijging onder het wateroppervlak kwam te liggen. De wanden en terrassen zijn ontstaan door tektonische bewegingen langs breuken in van nature aanwezige zwakke lagen in het gesteente. Ook de Amerikaanse geoloog Rober M. Schoch van de Universiteit van Boston en de Japanse onderzoeker Masaaki Kimura van de Universiteit van de Riukiu-eilanden zijn van mening dat het een natuurlijk rotsformatie is, maar sluiten echter niet uit dat de formaties later door mensen zijn bewerkt. Het is waarschijnlijk dat er gedurende de laatste IJstijd in het zuidwesten van Japan een cultuur bestond die op deze rotsformatie sporen heeft achter gelaten. Uit de Japanse prehistorie aan het einde van de IJstijd, de Jomonperiode, zijn culturen bekend maar volgens de gangbare academische inzichten kunnen mensen van deze culturen niet geacht worden dit soort bouwsels gemaakt te hebben. Als dit wel het geval is, zou de beschavingsgeschiedenis van Zuidoost-Azië geheel herschreven moeten worden.